# Skogsmaskin

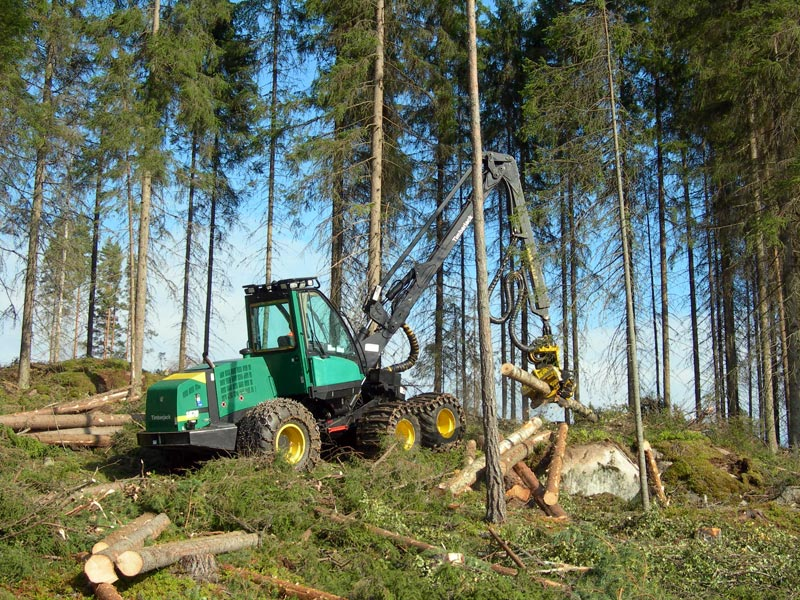
En skördare typ Timberjack 1070D

Skogsmaskin är en typ av specialiserat terränggående och motordrivet fordon avsett för användning i skogsbruket och utvecklades ursprungligen ur vanliga jordbruksmaskiner. Med skogsmaskin avser man maskiner som går i terräng och utför åtgärder i drivning eller skogsvård.
De skogsmaskiner som används i världen idag är i regel antingen anpassade till den nordamerikanska helstamsmetoden, helträdsmetoden eller den nordiska kortvirkesmetoden. 
Moderna skogsmaskiner är ofta dieseldrivna maskiner med hög frigångshöjd, allhjulsdrift och kraftiga hydraulpumpar för både framdrivning och kraftöverföring till ramstyrning, lyftkran och kranspets.

## Maskintyper

### Buntare
Buntare är en maskin som komprimerar GROT eller träddelar i terräng till lätthanterliga buntar av virke för energiändamål. Fördelen är att man får lätthanterliga buntar som inte behöver ett ytterligare hanteringssystem i logistiken till industrin. Exempelvis John Deere 1490D som är en GROT-buntare som i grunden är en skotare med ett buntningsaggregat monterat på lastbäraren. Eller FlisPac som är en modifierad skördare med ett buntningsaggregat som komprimerar träddelar till buntar, varvid vanlig infrastruktur för rundvirkeshantering kan utnyttjas.

### Drivare
En drivare är en terränggående maskin som både fäller, kvistar och apterar stammar och sedan även transporterar ut virket till avlägg i samma moment. Ponsse Dual är en kombinationsmaskin som kan ställa om mellan skördning och skotning men är ingen drivare då den ej utför skördningen och skotningen i samma moment. Fördelen med en drivare är att man får färre maskinflyttningar, minskad bränsleförbrukning och renare virke då det aldrig når marken. Eftersom det är en kombinationsmaskin har de modeller som byggts som t.ex. Valmet 801 Combi och Pinox 828 inte konkurrerat med skördare/skotare-systemet.

### Lunnare

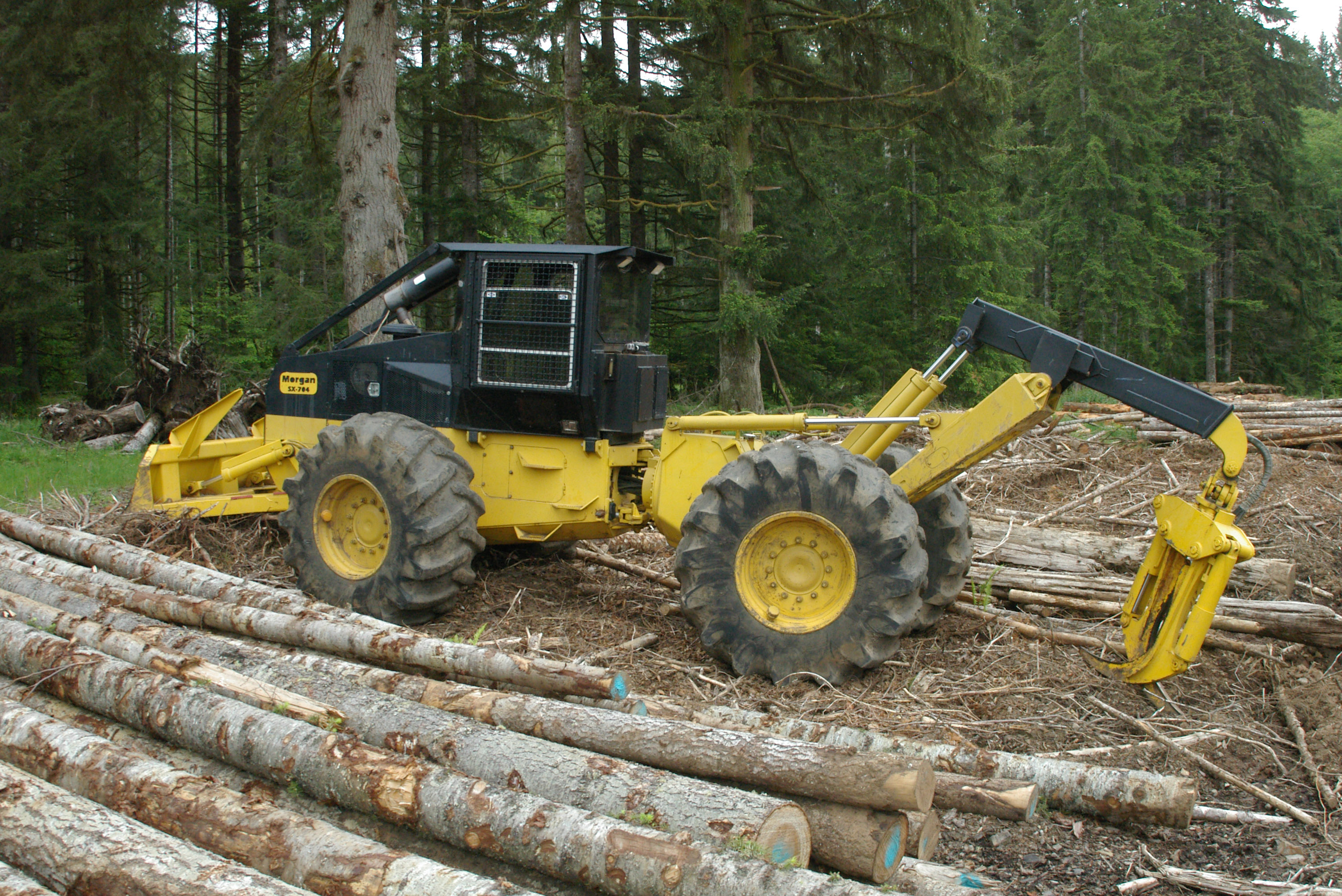
Griplunnare

En lunnare är en skogsmaskin som helt eller delvis lunnar (drar och släpar) ut virket från terrängen till en upparbetningsplats. Vanligen skiljer man på klämbankslunnare, griplunnare och stropplunnare varvid den första har en kran och lastar i träd i en klämbank som sedan håller fast virket när den lunnar ut virket till upparbetningsplatsen. Den senare griplunnaren har en stor grip som den sedan håller fast virket i när den lunnar fram virket. Lunnaren ingår vanligen i helstamsmetoden tillsammans med fällare-läggare. Eftersom virket släpas på marken förorenas det av jord.

### Markberedare/Sådd
En markberedare är en maskin som utför en markberedning, främst efter att ett skogsbestånd blivit slutavverkat. Markberedningen skapar bättre förutsättning för nästkommande skog att etableras på ett effektivt sätt. Den i Skandinavien vanligaste markberedaren innefattar en skotare som drar ett markberedningsaggregat efter sig. Aggregatet utgör antingen en harv eller en högläggare. En harv består av en arm där det ytterst sitter en snedställd tallrik som i kontakt med marken roterar och skapar en kontinuerlig fåra och hög. Optimalt består högen av ett uppochnervänt undre humuslager med ett kontinuerligt övre lager av mineraljord. En högläggare består av en arm där det ytterst sitter ett "stjärnformat" hjul med 3-4 skovlar som rullar längs med körriktningen. Under framdrift stannar hjulets rotation upp en gång varannan meter för att gräva ner i marken, varpå hjulet igen börjar att rulla och på så sätt lägger upp en uppochnervänd hög, en s.k. tilta, där humuslagret utgör det undre lagret och mineraljord (optimalt) utgör det övre. Dessa två metoder skapar planteringspunkter för plantor eller frön att etablera sig tillfredsställande. 

### Planteringsmaskin
En planteringsmaskin avser en maskin som utför maskinell skogsföryngring via markberedning (oftast högläggning) och direkt påföljande plantering av täckrotsplantor. På den Skandinaviska marknaden idag finns främst tre aktörer som utvecklar och säljer planteringsmaskiner: Bracke Forest AB, M-Planter Oy och Risutec Oy.

### Skotare
Skotaren är en ramstyrd och oftast 8 eller 6-hjulig skogsmaskin som driver ut rundvirket från avverkningen till bilväg. Den är försedd med en kran och grip som den själv lastar av och på virket till och från sin lastbärare. Lastbäraren, och traktordelen om det är en 6-hjulig skotare är vanligen utrustad med boggi, som innebär att hjulen har en gemensam hjulupphängning i form av en boggilåda, detta för att öka terrängframkomligheten och minska risken för att maskinen välter vid höga hinder som block och stubbar. 
Till skillnad från lunnaren som släpar och drar sitt virke bär skotaren hela virkets vikt i lastbäraren. Används vanligen i kortvirkessystemet tillsammans med en Skördare. 
GROT-skotare är vanligen en vanlig skotare som är utrustad med en modifierad lastbärare och en risgrip.

### Skördare

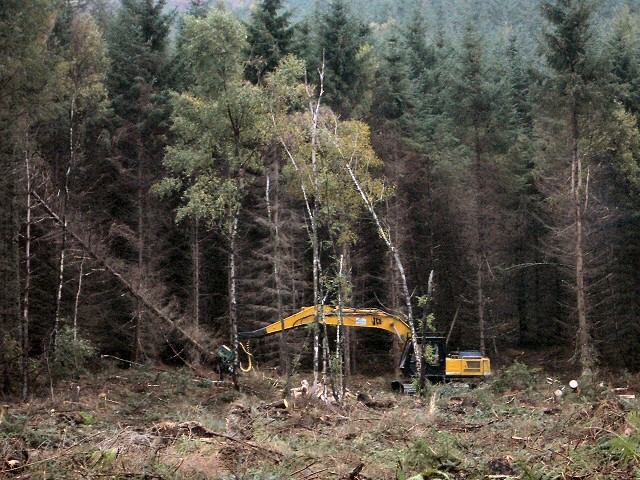
Grävmaskin med ett skördaraggregat

Skördare är en terränggående maskin som kapar, kvistar och apterar ett enskilt träd till enskilda stockar vid både slutavverkning och gallring. De första skördarna uppkom i slutet av 1970-talet. De var av typen tvågreppsskördare, där kranspetsen var försedd med en gripsåg eller klippaggregat som fällde trädet. När trädet fälldes fördes stammen till en processor på maskinen som sedan kvistade och apterade upp stammen i olika sortiment. I dag tillverkas inga tvågreppsskördare utan de konkurrerades ut av engreppsskördaren.
Nästa steg i utvecklingen var SP Maskiner som år 1981 lanserade ett skördaraggregat till kranspetsen och då kunde maskinen fälla, kvista och aptera stammen med kranspetsen utan att föra stammen till processorn. Valmet 901 var en av de första serietillverkade skördarna. Idag är det vanligen engreppsskördare man talar om när man talar om skördare. Skördaren kan vara baserad på ett specialbyggt, hjulgående och ramstyrt skördarchassi som de färdiga serieproducerade maskinerna oftast är. Men modellen där man monterar ett skördaraggregat på en bandgrävare finns också, vilket är vanligare i breddgrader där grövre skog kräver en tyngre basmaskin.
Skördare har sedan 1980-talet varit utrustade med aggregat som fortlöpande mäter trädstammens diameter och hur långt stammen har matats fram genom aggregatet. Skördarens dator beräknar med hjälp av dessa sensorvärden apteringen och beräknar fram en optimal aptering. I aggregatet mäts stammens diameter antingen genom matarvalsarna, eller kvistknivarnas avstånd och längden mäts vanligen genom ett matarhjul.

### Stubbrytare
Stubbrytaren är en skogsmaskin som tar upp stubbar ur marken och klyver dem i två delar som sedan en skotare kan hämta och köra ut till vägen där en lastbil väntar på att hämta dem.

## Skogsmaskinutvecklingen i Skandinavien
Skogsmaskinerna har under senare delen av 1900-talet och in på 2000-talet medfört en allt större investeringskostnad för slutkunden men parallellt en betydande ökning av maskinernas produktivitet genom en rad banbrytande uppfinningar där svensk skogsmaskinteknik med kortvirkesmetoden (en:cut-to-length) förde fram Sverige som det tekniskt ledande landet under lång tid. Ny teknik och en alltmer kapitalkrävande utveckling och tillverkning av maskinerna där en betydande del av utvecklingskostnaderna utgörs av det elektroniska styrsystemet för både basmaskin och mätsystem på skördarna, har lett till en kraftig strukturomvandling bland skogsmaskintillverkarna i Skandinavien. Utvecklingen accentuerades på 1990-talet med många och komplicerade företagssammanslagningar och uppköp ända in på slutet av 2000-talet, där också internationella storkoncerner som Caterpillar, John Deere och Komatsu starkt påverkat strukturen inom svensk skogsmaskinindustri genom tillförsel av internationellt kapital. Ett av de få företag i Sverige som inte berörts av dessa strukturomvandlingar i något avseende är Rottne Industri, som alltsedan grundandet 1955 är intakt i ägarstrukturen under stark ledning av grundaren Börje Karlsson. På samma sätt har det finska företaget Ponsse grundat 1970, behållit sin ägarstruktur intakt under stark ledning av grundaren Einari Vidgrén som 2009 innehade 83% av aktiestocken. På 1960-80-talet fanns det ett stort antal tillverkande företag i både Sverige och Finland. På slutet av 2000-talet återstod ett fåtal. De kvarvarande tillverkarna producerar i regel både skördare, skotare och huvudkomponenter till maskinerna som arbetskranar, skördaraggregat och även de elektroniska styrsystem som ingår på maskinerna, alternativt har samarbetsavtal med separata tillverkare av dessa huvudkomponenter som exempelvis styrsystem för basmaskin och arbetskran som Iqan, styrsystem för skördaraggregat som Dasa liksom arbetskranar som säljs under varumärket Loglift.
På 1960-talet kunde inte skogsmaskiner konkurrera med hästar vid gallring eftersom endast mycket stora och tunga maskiner klarade svår terräng. De stora maskinerna var för stora för att ta sig fram mellan träden i en gallring och de gav stora markskador som kunde vara förödande för de kvarvarande träden. Ekonomin var också dålig eftersom de stora och dyra maskinernas kapacitet inte kom till sin rätt i gallringar. Skogsmaskinernas konstruktioner har med tiden förfinats så att det numera även finns små maskiner som klarar svår terräng och passar för gallringar. Numera har även små maskiner kranar med förhållandevis stor räckvidd, som tidigare endast stora maskiner hade. En egenskap som är mycket betydelsefull vid arbete i gallringar.

## Metoder för avverkning av skog

### Helstamsmetoden
I många länder avverkas och kvistas träden fortfarande manuellt med motorsåg. Den frilagda stammen släpas, lunnas, i ett stycke till avlägg vid bilväg. Vid avlägget sker eventuellt aptering till stockar, eller så transporteras stammarna hela, men kvistade, direkt till industrin. 
Metoden är sämre anpassad för gallringsingrepp än kortvirkesmetoden, men är effektiv vid slutavverkning vid grova dimensioner på träden.
För att effektivisera avverkningen används fällare-läggare medan olika typer av lunnare rationaliserat utdrivningen. Vid avlägget används olika typer av storskaliga system, inte sällan monterade på tunga grävmaskiner, för kvistningen och eventuell aptering av stammarna till stockar.
Eftersom virket släpas på marken så förorenas det, vilket skulle orsaka mätningsvägran i Sverige enligt Virkesmätningsföreningens föreskrifter. 

### Kortvirkesmetoden
Kortvirkesmetoden bygger på långt driven förädling av skogen i fält. Skördaren sågar inte bara ner och kvistar träden, utan kapar dem också till stockar som skotare transporterar, eller skotar, till avlägget. När skotaren är klar med att köra ut allt virke rapporterar denne in att virket nu ligger vid bilväg. Vid avlägget lastas virket vanligen på en specialkonstruerad lastbil som med en monterad eller avställbar kran själv lastar på virket, alternativt genom en separatlastare som lastar virket på lastbilar eller dragbilar utan kran. Transporten av virket från avlägg till industri sker vanligen inte i samma operation som avverkningen utan det beror på logistiska förhållanden som en transportledare tar vid.